# Strand Nulde
Strand Nulde is een zwem- en surflocatie aan het Nuldernauw, ter hoogte van het gehucht 't Oever (gemeente Putten).
In de zomermaanden wordt Strand Nulde veel bezocht door dagrecreanten. Het strand wordt beheerd en geëxploiteerd door Leisurelands. Jaarlijks wordt op dit strand in juli de Beach Pull gehouden.
In 2001 kreeg het strand landelijke bekendheid doordat daar een deel van een lichaam werd gevonden. Het betrof een vierjarig meisje uit Dordrecht dat bekend zou worden als het meisje van Nulde en door een misdrijf om het leven was gekomen.